# Edward Jones Investments

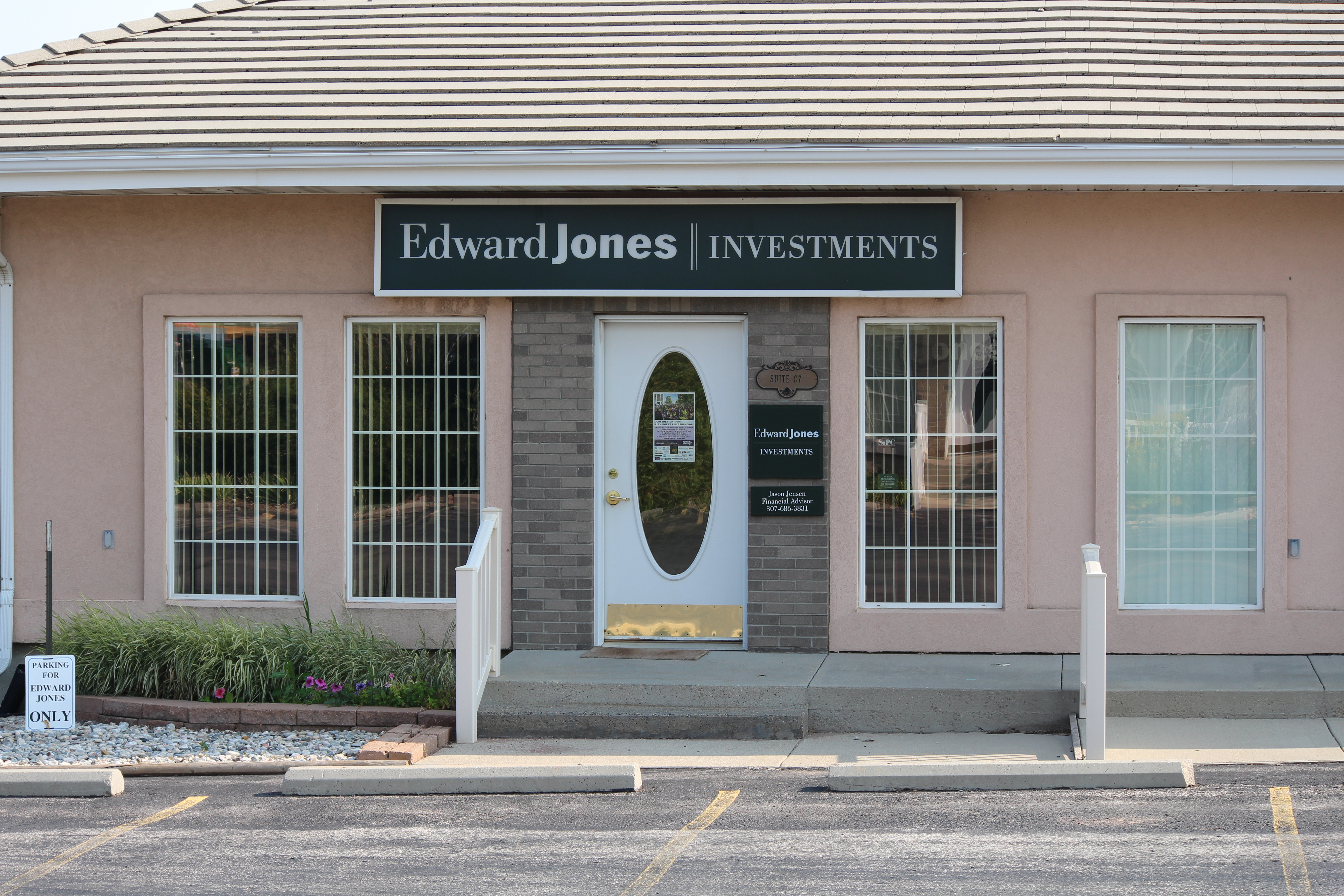
Edward Jones Filiale in Gillette, Wyoming

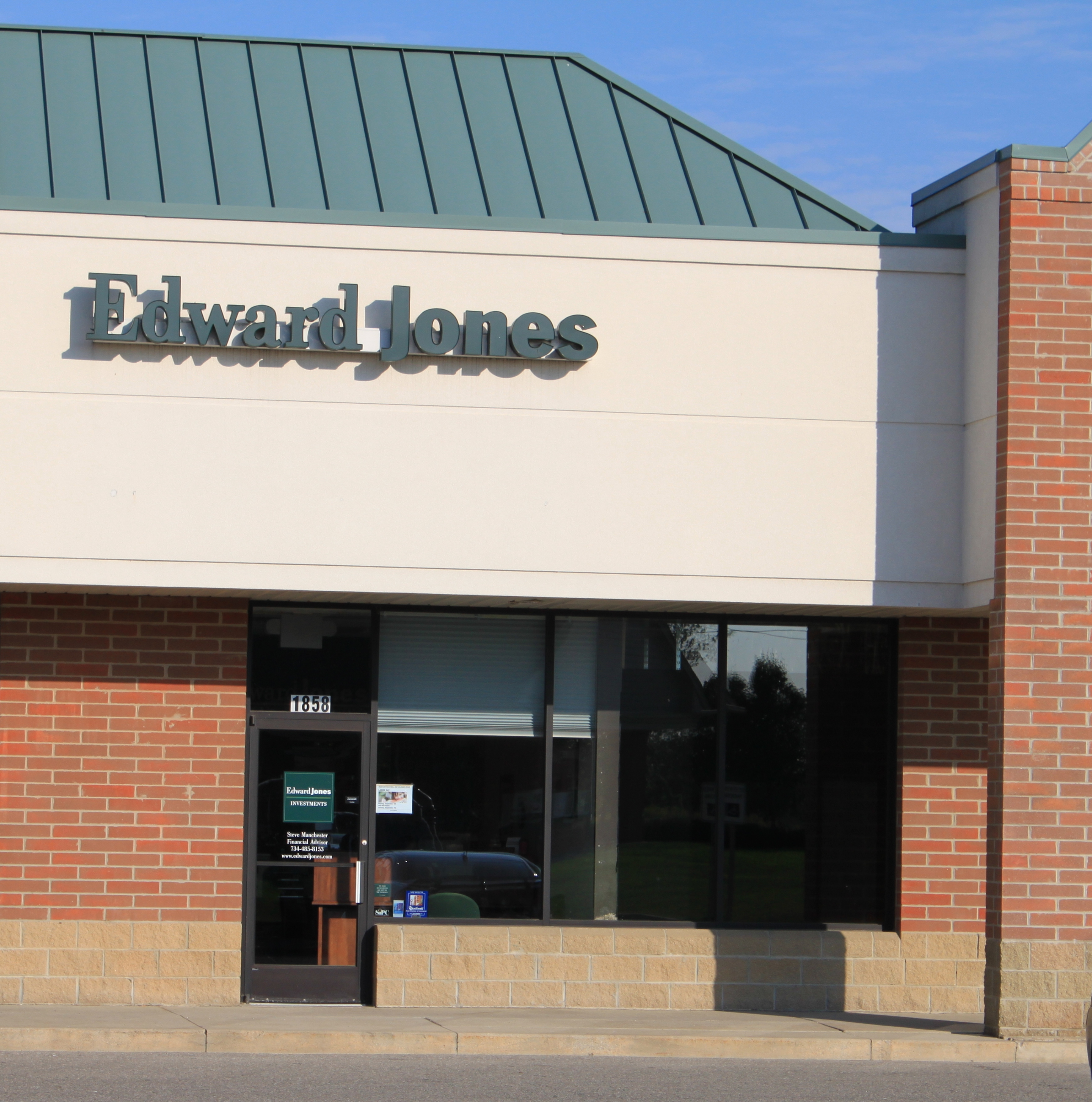
Edward Jones Filiale in Ypsilanti, Michigan

Edward D. Jones & Co., L.P. (Edward Jones Investments) ist ein US-amerikanischer Finanzdienstleister mit Sitz in St. Louis, Vereinigte Staaten. Er ist in den USA und Kanada tätig und verfügt dort über 9 Mio. Kunden.
Edward Jones war Pionier des Filialmaklermodells in den USA. Es berät bei der Auswahl von Aktien, Anleihen, Investmentfonds u. a.  Im Jahr 2024 verwaltete das Unternehmen ein Vermögen von 2,2 Billionen US-Dollar.

## Geschäftsmodell
Die Finanzberater von Edward Jones bieten provisions- und gebührenbasierte Finanzprodukte an. Die Filialen sind in der Regel mit einem Finanzberater (lizenzierter Broker) und einem Filialleiter besetzt.
Das Modell „Ein Makler pro Niederlassung“ ermöglicht es Kunden, ihren Makler direkt auszuwählen und ausschließlich mit ihm zu verhandeln. Edward Jones beschäftigt 18.892 Makler und verfügt über 12.482 Niederlassungen in den Vereinigten Staaten und Kanada.  Im Jahr 2022 startete das Unternehmen ein Teaming-Programm, das es mehreren Niederlassungen ermöglichte, Kunden zu betreuen. Vor dieser Einführung wurden Kunden an eine einzige Niederlassung verwiesen.

## Geschichte
Edward D. Jones Sr. gründete 1922 Edward D. Jones & Co. mit dem Zweck, seinen Kunden faire, angemessene und qualitativ hochwertige Investitionen anzubieten. Das Büro der Firma in der Innenstadt von St. Louis bestand nur aus einem einzigen Raum mit einem Schreibtisch, drei Stühlen und einer Hutablage.
Ted Jones, der Sohn von Edward Jones Sr., kehrte nach einer auswärtigen Tätigkeit nach St. Louis zurück. Er wurde der 18. Makler der Firma, zunächst in Clayton (Vorort von St. Louis) und dann in Montgomery City, Missouri. Dort eröffnete er ein Geschäft über einem Baumarkt. Er besuchte Gemeinden in der Umgebung und verkauft Wertpapiere aus dem Kofferraum seines Wagens. Etwa 10 % des Umsatzes in den 1960er Jahren entfielen auf den Rohstoffhandel, da viele Kunden Viehzüchter waren.
1968 wurde Ted Jones der zweite geschäftsführende Gesellschafter der Firma. Er glaubte nicht nur an Service, sondern auch daran, dass Edward Jones seinen Mitarbeitern gehören sollte, um ihnen einen persönlichen Anteil am Erfolg der Firma zu geben und ihnen zu ermöglichen, sich auf den Service statt auf die Stakeholder zu konzentrieren. Im Jahr 1980 eröffnete Ted Jones seine 300. Niederlassung und ernennt John Bachmann zum nächsten geschäftsführenden Gesellschafter. Dieser überzeugte den Geschäftsführer Peter Drucker, das Unternehmen bei den Expansionsplänen zu beraten. Unter Druckers Ermutigung konzentrierte sich Edward Jones auf den Ausbau seines Filialnetzes in Ballungsräumen.
Innerhalb von fünf Jahren verdreifachte Edward Jones die Zahl seiner Filialen und eröffnetes die 1.000. Niederlassung in Stoughton, Wisconsin. Im Jahre 1990 erfolgt die Expansion nach Kanada. Doug Hill wird 2004 der vierte geschäftsführende Gesellschafter der Firma, gefolgt von Jim Weddle, der 2006 der fünfte geschäftsführende Gesellschafter wird. Im Jahr 2008 eröffnet die Firma trotz der wirtschaftlichen Herausforderungen dieser Zeit ihre 10.000. Niederlassung. Penny Pennington wurde 2019 die sechste Managing Partnerin des Unternehmens. Sie ist die einzige Frau, die ein großes US-Brokerage-Unternehmen leitet (Stand 2025).